# Ludwig Karl Schmarda
Ludwig Karl Schmarda, född 23 augusti 1819 i Olmütz, död 7 april 1908 i Wien, var en österrikisk zoolog. 
Schmarda blev professor i Graz 1850, Prag 1852 och i Wien 1862, en befattning vilken han innehade till 1883. Han sysselsatte sig företrädesvis med undersökningar rörande de lägre djuren. Av stor vetenskaplig betydelse är för övrigt hans Die geographische Verbreitung der Tiere (1853). Han företog vidsträckta resor, beskrivna i Reise um die Erde in den Jahren 1853–1857 (1861).